# Chủ nghĩa duy vật
Chủ nghĩa duy vật, còn gọi là thuyết duy vật  hay duy vật luận (tiếng Anh: Materialism), là một trường phái triết học, một thế giới quan, một hình thức của chủ nghĩa triết học nhất nguyên cho rằng vật chất là chất cơ bản trong tự nhiên, và tất cả mọi thứ, bao gồm cả trạng thái tinh thần và ý thức, là kết quả của sự tương tác vật chất. Theo chủ nghĩa duy vật triết học, tâm trí và ý thức là sản phẩm phụ của các quá trình vật chất (như sinh hóa của não người và hệ thần kinh), mà không có chúng thì tâm trí và ý thức không tồn tại. Khái niệm này tương phản trực tiếp với chủ nghĩa duy tâm, trong đó tâm trí và ý thức là những thực tại bậc nhất mà vấn đề là chủ thể và tương tác vật chất là thứ yếu.
Chủ nghĩa duy vật có liên quan chặt chẽ với chủ nghĩa duy vật lý, với quan điểm rằng tất cả những gì tồn tại cuối cùng là vật chất. Chủ nghĩa vật lý triết học đã phát triển từ chủ nghĩa duy vật với các lý thuyết về khoa học vật lý để kết hợp các quan niệm phức tạp hơn về vật chất so với vật chất thông thường (ví dụ như không thời gian, năng lượng và lực lượng vật chất và vật chất tối). Do đó, thuật ngữ vật lý được ưa thích hơn chủ nghĩa duy vật bởi một số người, trong khi những người khác sử dụng các thuật ngữ này như thể chúng đồng nghĩa.
Các triết lý mâu thuẫn với chủ nghĩa duy vật hoặc chủ nghĩa duy vật lý bao gồm chủ nghĩa duy tâm, chủ nghĩa đa nguyên, thuyết nhị nguyên thân-tâm, chủ nghĩa toàn tâm và các hình thức khác của nhất nguyên luận.

## Tổng quan

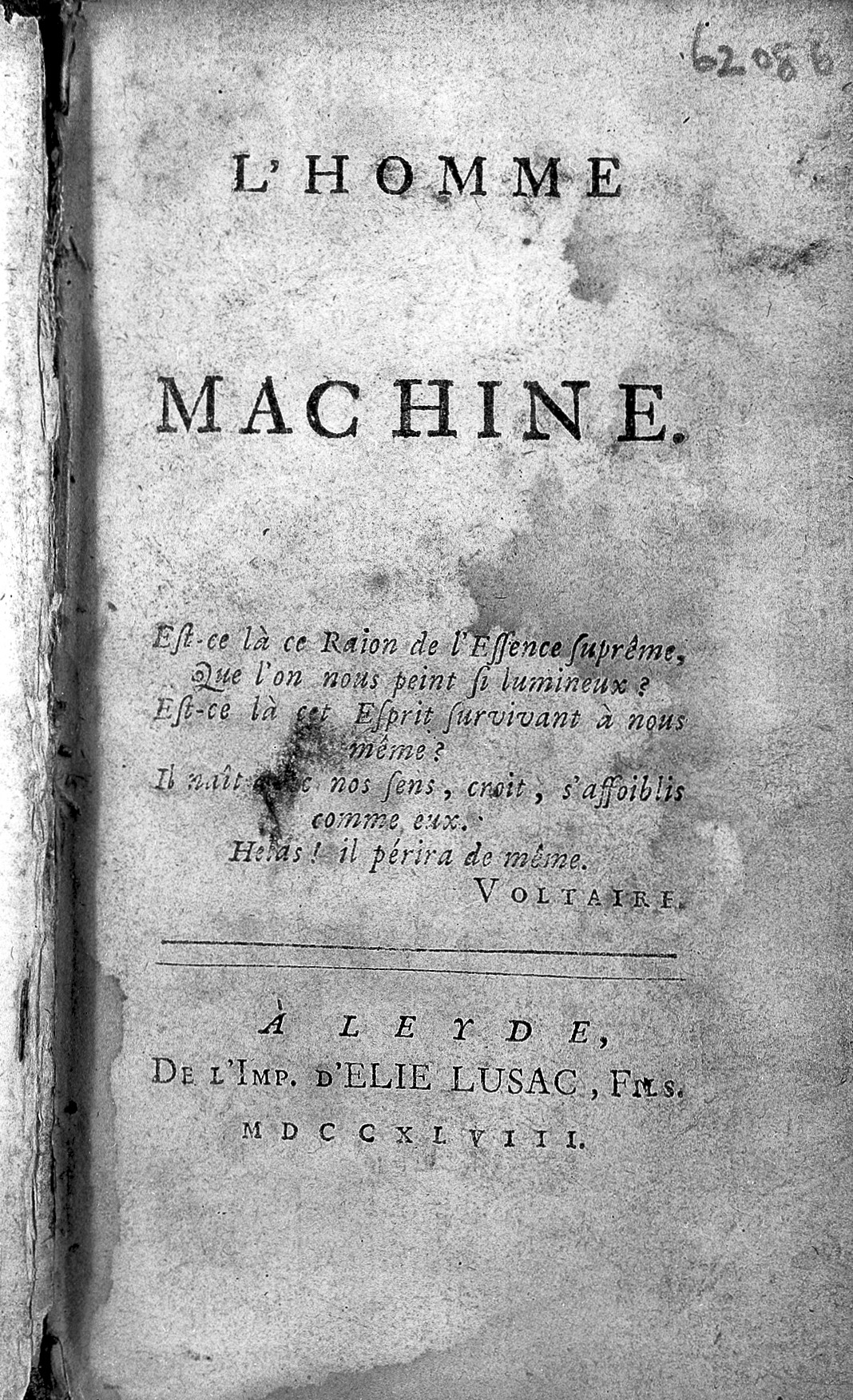
Năm 1748, bác sĩ và triết gia người Pháp La Mettrie tán thành một định nghĩa duy vật về tâm hồn con người trong L'Homme Machine

Chủ nghĩa duy vật thuộc lớp của bản thể học mang tính nhất nguyên. Như vậy, nó khác với các lý thuyết bản thể học dựa trên thuyết nhị nguyên thân-tâm hoặc đa nguyên. Bên cạnh chủ nghĩa duy vật có thuyết nhị nguyên thân-tâm, chủ nghĩa hiện tượng, chủ nghĩa duy tâm, chủ nghĩa sống còn và chủ nghĩa hai mặt. Đối với các giải thích số ít về hiện thực hiện tượng, chủ nghĩa duy vật sẽ trái ngược với chủ nghĩa duy tâm, chủ nghĩa trung lập và chủ nghĩa tâm linh.
Mặc dù có số lượng lớn các trường phái triết học và các sắc thái tinh tế giữa chúng, tất cả các triết học được cho là thuộc một trong hai loại chính, được định nghĩa trái ngược với nhau: chủ nghĩa duy tâm và chủ nghĩa duy vật. [a] Mệnh đề cơ bản của hai loại này liên quan đến bản chất của thực tế. Sự khác biệt chính giữa chúng là cách chúng trả lời hai câu hỏi cơ bản: "thực tế bao gồm những gì?" và "nó bắt nguồn như thế nào?" Đối với những người duy tâm, tinh thần hoặc tâm trí hoặc các đối tượng của tâm trí (ý tưởng) là chính và là vấn đề thứ yếu. Đối với những người theo chủ nghĩa duy vật, vật chất là chủ yếu, và tâm trí hay tinh thần hay ý tưởng là thứ yếu, sản phẩm của vật chất tác động lên vật chất.
Quan điểm duy vật có lẽ được hiểu rõ nhất khi phản đối các học thuyết về chất phi vật chất được áp dụng cho tâm trí trong lịch sử của René Descartes; tuy nhiên, bản thân chủ nghĩa duy vật không nói gì về chất liệu nên được đặc trưng như thế nào. Trong thực tế, nó thường bị đồng hóa với một loạt các thuyết duy vật lý hoặc thuyết khác.
Chủ nghĩa duy vật thường gắn liền với chủ nghĩa giản lược, theo đó các đối tượng hoặc hiện tượng được phân chia ở một cấp độ mô tả, nếu chúng là chính hãng, phải được giải thích về các đối tượng hoặc hiện tượng ở một mức độ mô tả khác thông thường, ở mức độ giảm hơn. Tuy nhiên, chủ nghĩa duy vật không giản lược từ chối một cách rõ ràng khái niệm này, lấy hiến pháp vật chất của tất cả các chi tiết để phù hợp với sự tồn tại của các vật thể, tính chất hoặc hiện tượng thực sự không thể giải thích được trong các thuật ngữ được sử dụng cho các thành phần vật chất cơ bản. Jerry Fodor lập luận quan điểm này, theo đó các định luật và giải thích theo kinh nghiệm trong "các ngành khoa học đặc biệt" như tâm lý học hoặc địa chất là vô hình từ quan điểm của vật lý cơ bản.
Các nhà duy vật triết học hiện đại mở rộng định nghĩa về các thực thể khoa học khác có thể quan sát được như năng lượng, lực lượng và độ cong của không gian; tuy nhiên, các nhà triết học như Mary Midgley cho rằng khái niệm "vật chất" khó nắm bắt và được định nghĩa không chính xác.
Trong thế kỷ XIX, Karl Marx và Friedrich Engels đã mở rộng khái niệm chủ nghĩa duy vật để xây dựng một quan niệm duy vật về lịch sử tập trung vào thế giới thực nghiệm của con người (thực hành, bao gồm cả lao động) và các thể chế được tạo ra, tái tạo hoặc phá hủy bởi hoạt động đó (xem quan niệm duy vật về lịch sử). Họ cũng phát triển chủ nghĩa duy vật biện chứng, thông qua việc lấy phép biện chứng Hegel, tước bỏ các khía cạnh duy tâm của phép biện chứng này và hợp nhất chúng với chủ nghĩa duy vật .

## Lịch sử

### Trước công nguyên

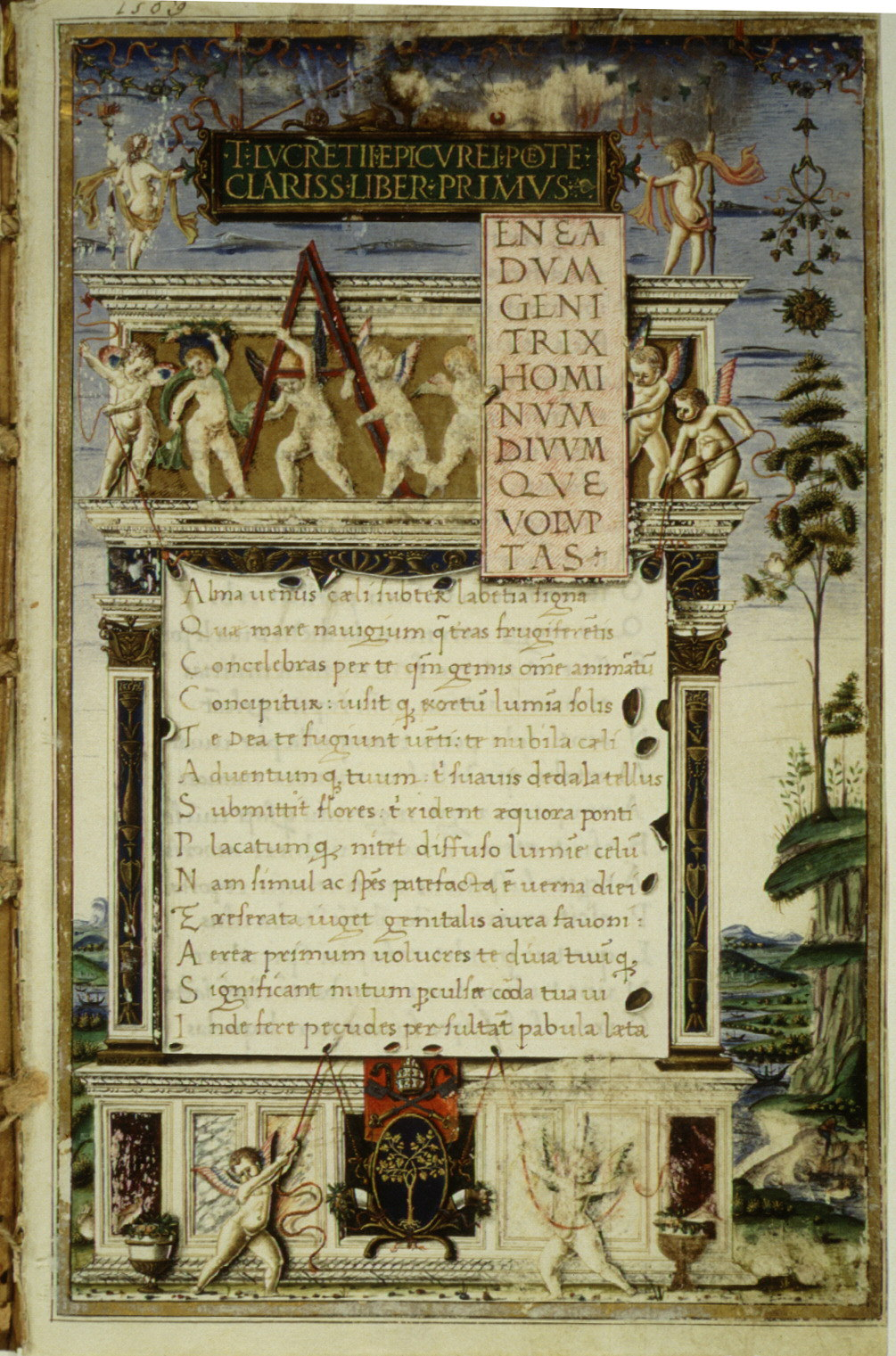
Bài thơ tiếng Latinh De rerum natura của Lucretius

Chủ nghĩa duy vật đã phát triển, có thể độc lập với nhau, ở một số khu vực địa lý Á-Âu trong thời gian Karl Jaspers gọi là Thời đại Trục (800-200 TCN).
Trong triết học Ấn Độ cổ đại, chủ nghĩa duy vật đã phát triển khoảng năm 600 TCN với các tác phẩm của Ajita Kesakambali, Payasi, Kanada và những người đề xướng trường phái triết học Cārvāka. Kanada trở thành một trong những người đề xướng sớm nguyên tử. Trường phái Nyaya - Vaisesika (600-100 TCN) đã phát triển một trong những hình thức thuyết nguyên tử sớm nhất (mặc dù bằng chứng của họ về Thiên Chúa và cho rằng ý thức của họ không phải là vật chất ngăn cản việc dán nhãn cho họ là những người duy vật).
Các triết gia theo thuyết nguyên tử Hy Lạp cổ đại như Leucippus, Democritus và Epicurus đã định hình các nhà duy vật sau này. Bài thơ Latin De Rerum Natura của Lucretius (99 - 55 TCN) phản ánh triết lý cơ học của Democritus và Epicurus. Theo quan điểm này, tất cả những gì tồn tại là vật chất và khoảng trống, và tất cả các hiện tượng là kết quả của các chuyển động và tập hợp khác nhau của các hạt vật chất cơ bản gọi là "nguyên tử" (nghĩa đen: "indivisibles"). De Rerum Natura cung cấp các giải thích cơ học cho các hiện tượng như xói mòn, bay hơi, gió và âm thanh. Những nguyên tắc nổi tiếng như "không gì có thể chạm vào cơ thể ngoài cơ thể" lần đầu tiên xuất hiện trong các tác phẩm của Lucretius.

### Sau công nguyên
Vương Sung (27 - ~ 100 sau Công nguyên) là một nhà tư tưởng Trung Quốc sau công nguyên đầu tiên được cho là một nhà duy vật.
Triết gia theo chủ nghĩa duy vật Ấn Độ Jayaraashi Bhatta (thế kỷ thứ 6) trong tác phẩm Tattvopaplavasimha ("Sự đảo lộn của tất cả các nguyên tắc") đã bác bỏ nhận thức luận của Nyaya Sutra. Triết lý Cārvāka duy vật khoái lạc dường như đã chết một thời gian sau 1400; Khi Madhavacharya biên soạn Sarva-darśana-samgraha (một bản tóm tắt của tất cả các triết lý) vào thế kỷ 14, ông không có văn bản nào của Cārvāka / Lokāyata để trích dẫn hoặc tham khảo.
Vào đầu thế kỷ 12 al-Andalus, nhà triết học Ả Rập, Ibn Tufail (a.k.a.   Abubacer), đã viết các bài thảo luận về chủ nghĩa duy vật trong tiểu thuyết triết học của mình, Hayy ibn Yaqdhan (Philosophus Autodidactus), trong khi mơ hồ báo trước ý tưởng của chủ nghĩa duy vật lịch sử.

### Triết học hiện đại

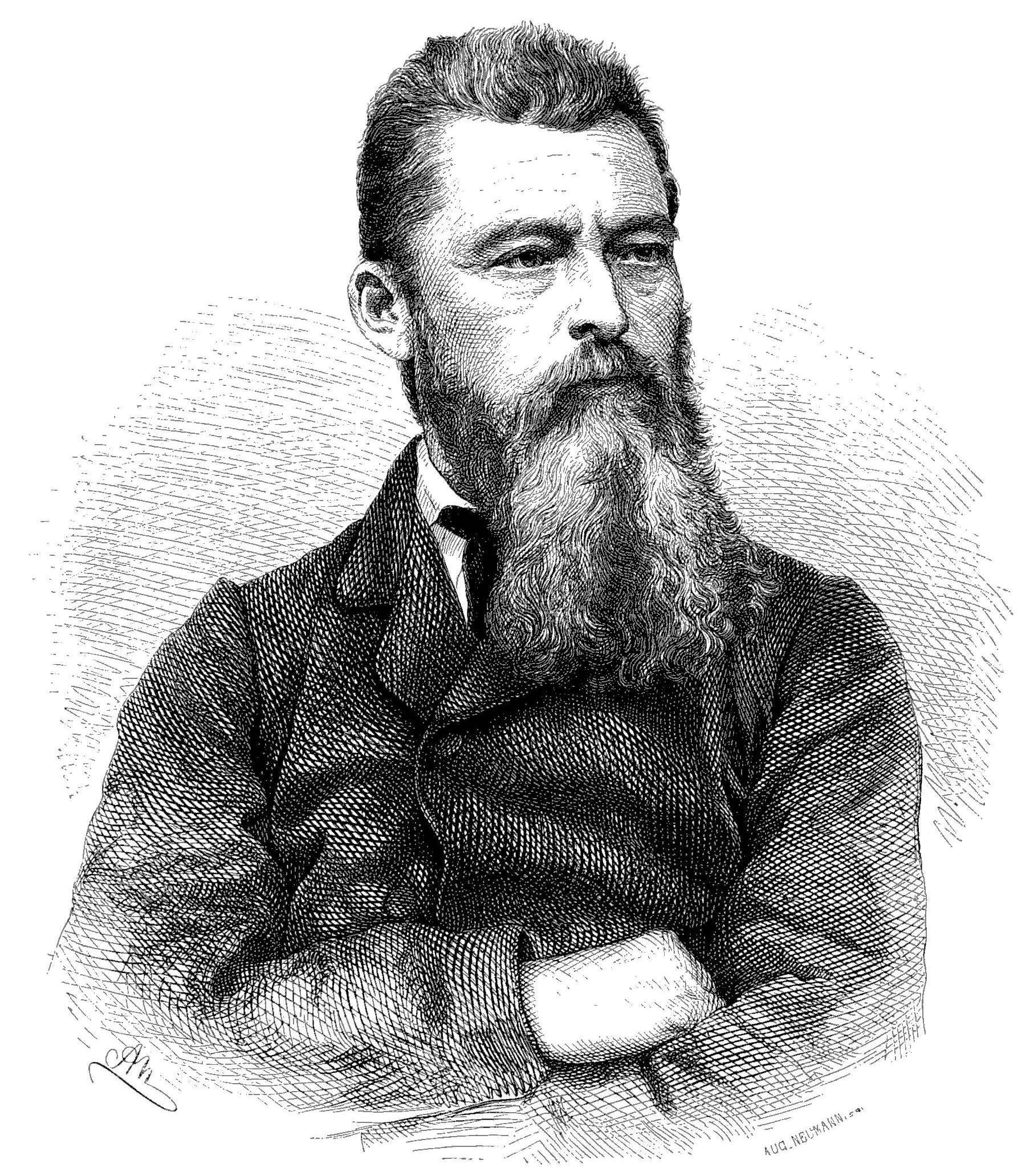
Feuerbach (1804-1872), người đặt nền móng cho chủ nghĩa duy vật trong thế kỷ 19

Thomas Hobbes (1588-1679)  và Pierre Gassendi (1592-1665)  đại diện cho truyền thống duy vật đối lập với những nỗ lực của René Descartes (1596-1650) để cung cấp cho khoa học tự nhiên nền tảng nhị nguyên. Ở đó, theo sau nhà duy vật và vô thần abbé Jean Meslier (1664-1729) và các tác phẩm của các nhà duy vật người Pháp: Julien Offray de La Mettrie, Nam tước Đức-Pháp (1723-1789), Denis Diderot (1713-1784) và các nhà tư tưởng Khai sáng Pháp khác. Ở Anh, John "Walking" Stewart (1747-1822) khăng khăng coi vật chất là một khía cạnh đạo đức, có tác động lớn đến thơ ca triết học của William Wordsworth (1770-1850).
Trong triết học hiện đại muộn, nhà nhân chủng học vô thần người Đức Ludwig Feuerbach sẽ báo hiệu một bước ngoặt mới của chủ nghĩa duy vật thông qua cuốn sách Tinh hoa của Kitô giáo (1841), trong đó trình bày một ghi chép nhân văn về tôn giáo như là hình ảnh hướng ngoại của con người. Chủ nghĩa duy vật nhân học của Feuerbach (một phiên bản của chủ nghĩa duy vật coi nhân học duy vật là khoa học phổ quát) sau này sẽ ảnh hưởng lớn đến Karl Marx,, người cuối thế kỷ 19 đã xây dựng khái niệm chủ nghĩa duy vật lịch sử, cơ sở cho Marx và Friedrich Engels đưa ra chủ nghĩa xã hội khoa học:
The materialist conception of history starts from the proposition that the production of the means to support human life and, next to production, the exchange of things produced, is the basis of all social structure; that in every society that has appeared in history, the manner in which wealth is distributed and society divided into classes or orders is dependent upon what is produced, how it is produced, and how the products are exchanged. From this point of view, the final causes of all social changes and political revolutions are to be sought, not in men's brains, not in men's better insights into eternal truth and justice, but in changes in the modes of production and exchange. They are to be sought, not in the philosophy, but in the economics of each particular epoch.— Friedrich Engels, Socialism: Scientific and Utopian (1880)

Engels sau đó đã phát triển một triết lý tự nhiên "biện chứng duy vật" (Phép biện chứng tự nhiên, 1883). Thế giới quan của Engels đã được Georgi Plekhanov, cha đẻ của chủ nghĩa Mác Nga trao tặng danh hiệu " chủ nghĩa duy vật biện chứng ". Trong triết học Nga đầu thế kỷ 20, Vladimir Lenin đã phát triển thêm chủ nghĩa duy vật biện chứng trong cuốn sách Chủ nghĩa duy vật và phê bình Empirio (1909), kết nối các quan niệm chính trị do các đối thủ của ông đưa ra với các triết lý chống chủ nghĩa duy vật của họ.
Một trường phái tư tưởng duy vật theo chủ nghĩa tự nhiên hơn phát triển vào giữa thế kỷ 19 (cũng ở Đức) là chủ nghĩa duy vật Đức: các thành viên bao gồm Ludwig Büchner, Jacob Moleschott và Carl Vogt.

### Triết học đương đại

#### Triết học phân tích
Các nhà triết học phân tích đương đại (ví dụ Daniel Dennett, Willard Van Orman Quine, Donald Davidson và Jerry Fodor) hoạt động trong khuôn khổ vật chất khoa học hoặc vật chất rộng rãi, tạo ra các tài khoản đối thủ về cách tốt nhất để điều chỉnh tâm trí, bao gồm chủ nghĩa chức năng, chủ nghĩa dị thường, lý thuyết nhận dạng, v.v.
Chủ nghĩa duy vật khoa học thường đồng nghĩa với, và thường được mô tả như là một chủ nghĩa duy vật giản lược. Vào đầu thế kỷ hai mươi mốt, Paul và Patricia Churchland đã ủng hộ một lập trường hoàn toàn tương phản (ít nhất, liên quan đến các giả thuyết nhất định); chủ nghĩa duy vật loại trừ cho rằng một số hiện tượng tinh thần đơn giản là không tồn tại, và việc nói về những hiện tượng tinh thần đó phản ánh một " tâm lý dân gian " hoàn toàn giả tạo và ảo giác nội tâm. Một nhà duy vật loại trừ có thể tin rằng một khái niệm như "niềm tin" đơn giản là không có cơ sở trên thực tế (ví dụ như cách khoa học dân gian nói về các căn bệnh do quỷ gây ra). Với chủ nghĩa duy vật có tính khử ở một đầu của một sự liên tục (lý thuyết của chúng ta sẽ giảm thành sự thật) và chủ nghĩa duy vật loại bỏ ở bên kia (một số lý thuyết nhất định sẽ cần phải được loại bỏ dưới ánh sáng của sự kiện mới), chủ nghĩa duy vật xét lại ở đâu đó ở giữa.

#### Triết học lục địa
Nhà triết học lục địa đương đại Gilles Deleuze đã cố gắng làm lại và củng cố các ý tưởng duy vật cổ điển. Các nhà lý luận đương đại như Manuel DeLanda, làm việc với chủ nghĩa duy vật được hồi sinh này, đã được xếp vào loại "chủ nghĩa duy vật mới" trong thuyết phục. Chủ nghĩa duy vật mới giờ đây đã trở thành lĩnh vực tri thức chuyên ngành của riêng mình, với các khóa học được cung cấp về chủ đề tại các trường đại học lớn, cũng như nhiều hội nghị, bộ sưu tập được chỉnh sửa và chuyên khảo dành cho nó. Cuốn sách Vibrant Matter (2010) của Jane Bennett đặc biệt là công cụ đưa các lý thuyết về bản thể luận chủ nghĩa và chủ nghĩa sống còn trở thành một lý thuyết phê phán bị chi phối bởi các lý thuyết của chủ nghĩa hậu cấu trúc luận về ngôn ngữ và diễn ngôn. Các học giả như Mel Y. Chen và Zakiyyah Iman Jackson, tuy nhiên, đã phê phán cơ quan này của văn học duy vật mới vì sự lơ là trong việc xem xét tính vật chất của chủng tộc và giới tính nói riêng. Học giả Métis Zoe Todd và Mohawk (Bear Clan, Six Nations) và học giả Anishinaabe Vanessa Watts, truy vấn định hướng thuộc địa của chủng tộc cho một chủ nghĩa duy vật "mới". Watts nói riêng mô tả các xu hướng coi vấn đề như một môn học về chăm sóc nữ quyền hay triết học như một xu hướng đó là quá đầu tư vào Reanimation của một mải tập trung vào truyền thống của cuộc điều tra tại các chi phí của một nền đạo đức bản địa của trách nhiệm. Trong khi, các học giả khác, chẳng hạn như Helene Vosters, lặp lại mối quan tâm của họ và đã đặt câu hỏi liệu có bất kỳ điều gì đặc biệt "mới" về cái gọi là "chủ nghĩa duy vật mới" này không, vì các bản thể học hoạt hình bản địa và các nhà hoạt họa khác đã chứng thực cái gọi là "rung cảm" của vật chất "trong nhiều thế kỷ. Các học giả khác như Thomas Nail đã phê phán các phiên bản "chủ nghĩa quan trọng" của chủ nghĩa duy vật mới vì đã phi chính trị hóa "bản thể học phẳng" và về bản chất là lịch sử.
Quentin Meillassoux đề xuất chủ nghĩa duy vật suy đoán, một sự trở lại thời hậu Kant cho David Hume cũng dựa trên các ý tưởng duy vật.

## Xác định vật chất
Bản chất và định nghĩa của vật chất giống như các khái niệm quan trọng khác trong khoa học và triết học, đã có nhiều cuộc tranh luận. Có một loại vật chất duy nhất (hyle) mà mọi thứ được tạo ra, hoặc nhiều loại? Là vật chất liên tục có khả năng thể hiện nhiều dạng (hylomorphism)  hay một số thành phần rời rạc, không thay đổi (nguyên tử)?  Liệu nó có thuộc tính nội tại (lý thuyết chất)  hay nó thiếu các thuộc tính này (nguyên liệu prima)?
Một thách thức đối với khái niệm truyền thống về vật chất là "công cụ" hữu hình xuất hiện cùng với sự phát triển của vật lý học trong thế kỷ 19. Thuyết tương đối cho thấy vật chất và năng lượng (bao gồm cả năng lượng phân bố không gian của các trường) có thể thay thế cho nhau. Điều này cho phép quan điểm bản thể học rằng năng lượng là nguyên liệu prima và vật chất là một trong những dạng của nó. Mặt khác, Mô hình chuẩn của vật lý hạt sử dụng lý thuyết trường lượng tử để mô tả tất cả các tương tác. Theo quan điểm này, có thể nói rằng các lĩnh vực là nguyên liệu prima và năng lượng là một tài sản của lĩnh vực này.
Theo mô hình vũ trụ thống trị, mô hình Lambda-CDM, dưới 5% mật độ năng lượng của vũ trụ được tạo thành từ "vật chất" được mô tả bởi Mô hình chuẩn, và phần lớn vũ trụ bao gồm vật chất tối và năng lượng tối, với rất ít sự đồng ý giữa các nhà khoa học về những thứ này được làm từ gì.
Với sự ra đời của vật lý lượng tử, một số nhà khoa học tin rằng khái niệm vật chất chỉ đơn thuần thay đổi, trong khi những người khác tin rằng vị trí thông thường không còn được duy trì. Chẳng hạn, Werner Heisenberg nói, "Bản thể luận của chủ nghĩa duy vật dựa trên ảo tưởng rằng loại tồn tại," thực tế "trực tiếp của thế giới xung quanh chúng ta, có thể được ngoại suy trong phạm vi nguyên tử. Tuy nhiên, phép ngoại suy này là không thể... các nguyên tử không phải là vật." Ông cho rằng "nguyên tử và những hạt cơ bản tự chúng không có thật; chúng hình thành một thế giới của tiềm năng và khả năng hơn là một đối tượng hoặc sự kiện". Max Planck còn đi xa hơn khi ông cho rằng "Không có vật chất nào hết. Tất cả mọi vật chất phát sinh và tồn tại chỉ vì một lực khiến hạt cơ bản của một nguyên tử rung động và giữ cho hệ thống hạt cơ bản của nguyên tử gắn kết với nhau. Chúng tôi phải giả định rằng đằng sau cái lực này tồn tại một Tâm trí có ý thức và thông minh. Tâm trí này là ma trận của mọi vật chất.". Tương tự như vậy, một số triết gia cảm thấy rằng những sự phân đôi này đòi hỏi phải chuyển từ chủ nghĩa duy vật sang chủ nghĩa vật lý. Những người khác sử dụng thuật ngữ "chủ nghĩa duy vật" và "chủ nghĩa duy vật lý" thay thế cho nhau. Ngày nay có những học giả tin rằng thực tại của chúng ta chỉ là một mô phỏng trên máy tính của nền văn minh tiên tiến nào đó.
Khái niệm về vật chất đã thay đổi để đáp ứng với những khám phá khoa học mới. Do đó, chủ nghĩa duy vật không có nội dung xác định độc lập với lý thuyết cụ thể về vật chất mà nó dựa vào. Theo Noam Chomsky, bất kỳ thuộc tính nào cũng có thể được coi là vật chất, nếu người ta định nghĩa vật chất sao cho nó có thuộc tính đó. Chính vì thế Lenin định nghĩa "Vật chất là một phạm trù triết học dùng để chỉ thực tại khách quan được đem lại cho con người trong cảm giác, được cảm giác của chúng ta chép lại, chụp lại, phản ánh, và tồn tại không lệ thuộc vào cảm giác".

## Phê bình
Một số nhà phê bình phản đối chủ nghĩa duy vật như là một phần của cách tiếp cận quá hoài nghi, hẹp hòi hoặc theo chủ nghĩa giản lược để lý thuyết hóa, thay vì tuyên bố bản thể học rằng vật chất là chất duy nhất. Nhà vật lý hạt nhân và nhà thần học Anh giáo John Polkinghorne phản đối cái mà ông gọi là chủ nghĩa duy vật hứa hẹn. Tuyên bố rằng khoa học duy vật cuối cùng sẽ thành công trong việc giải thích các hiện tượng mà đến nay vẫn chưa thể giải thích. Polkinghorne thích " chủ nghĩa hai mặt " hơn chủ nghĩa duy vật.
Một số nhà duy vật khoa học đã bị chỉ trích vì không cung cấp định nghĩa rõ ràng cho những gì cấu thành nên vấn đề, để lại thuật ngữ "chủ nghĩa duy vật" mà không có bất kỳ ý nghĩa nhất định. Noam Chomsky tuyên bố rằng vì khái niệm vật chất có thể bị ảnh hưởng bởi những khám phá khoa học mới, như đã xảy ra trong quá khứ, các nhà duy vật khoa học đang giáo điều khi cho rằng điều ngược lại.

### Từ các nhà khoa học
Rudolf Peierls, một nhà vật lý đóng vai trò chính trong Dự án Manhattan, đã bác bỏ chủ nghĩa duy vật, nói: "Tiền đề mà bạn có thể mô tả về mặt vật lý toàn bộ chức năng của con người [...] bao gồm cả kiến thức và ý thức, là không thể đo lường được. Vẫn còn thiếu một cái gì đó ".
Erwin Schrödinger nói: "Ý thức không thể được tính theo nghĩa vật lý. Đối với ý thức là hoàn toàn cơ bản. Nó không thể được tính theo bất cứ điều gì khác ".
Werner Heisenberg, người đã đưa ra nguyên lý bất định, đã viết, "Bản thể luận của chủ nghĩa duy vật dựa trên ảo tưởng rằng loại tồn tại," thực tế "trực tiếp của thế giới xung quanh chúng ta, có thể được ngoại suy trong phạm vi nguyên tử. Phép ngoại suy này, tuy nhiên, là không thể... Nguyên tử không phải là vật ".

#### Cơ học lượng tử
Một số nhà vật lý thế kỷ 20 (như Eugene Wigner  và Henry Stapp)  và các nhà vật lý và nhà văn khoa học thời hiện đại (như Stephen Barr, Paul Davies và John Gribbin) đã cho rằng chủ nghĩa duy vật là thiếu sót do một số phát hiện khoa học gần đây trong vật lý, như cơ học lượng tử và lý thuyết hỗn loạn. Năm 1991, Gribbin và Davies đã phát hành cuốn sách The Matter Myth, chương đầu tiên, "Cái chết của chủ nghĩa duy vật", bao gồm đoạn văn sau:
Then came our Quantum theory, which totally transformed our image of matter. The old assumption that the microscopic world of atoms was simply a scaled-down version of the everyday world had to be abandoned. Newton's deterministic machine was replaced by a shadowy and paradoxical conjunction of waves and particles, governed by the laws of chance, rather than the rigid rules of causality. An extension of the quantum theory goes beyond even this; it paints a picture in which solid matter dissolves away, to be replaced by weird excitations and vibrations of invisible field energy.

Quantum physics undermines materialism because it reveals that matter has far less "substance" than we might believe. But another development goes even further by demolishing Newton's image of matter as inert lumps. This development is the theory of chaos, which has recently gained widespread attention.— Paul Davies and John Gribbin, The Matter Myth, Chapter 1

#### Vật lý kỹ thuật số
Sự phản đối của Davies và Gribbin được chia sẻ bởi những người đề xuất vật lý kỹ thuật số, những người xem thông tin hơn là vấn đề cơ bản. Nhà vật lý nổi tiếng và người đề xướng vật lý kỹ thuật số John Archibald Wheeler đã viết, "tất cả vật chất và mọi vật lý đều có nguồn gốc lý thuyết thông tin và đây là một vũ trụ có sự tham gia ". Sự phản đối của họ cũng được chia sẻ bởi một số người sáng lập lý thuyết lượng tử, như Max Planck, đã viết:
As a man who has devoted his whole life to the most clear headed science, to the study of matter, I can tell you as a result of my research about atoms this much: There is no matter as such. All matter originates and exists only by virtue of a force which brings the particle of an atom to vibration and holds this most minute solar system of the atom together. We must assume behind this force the existence of a conscious and intelligent Mind. This Mind is the matrix of all matter.— Max Planck, Das Wesen der Materie, 1944
James Jeans đồng tình với Planck khi nói: "Vũ trụ bắt đầu giống như một ý nghĩ tuyệt vời hơn là một cỗ máy tuyệt vời. Tâm trí dường như không còn là kẻ xâm nhập tình cờ vào cõi vật chất ".

### Từ các tôn giáo
Theo Constantin Gutberlet viết trong Từ điển bách khoa Công giáo (1911), chủ nghĩa duy vật, được định nghĩa là "một hệ thống triết học coi vật chất là thực tại duy nhất trên thế giới [...] phủ nhận sự tồn tại của Thiên Chúa và linh hồn". Theo quan điểm này, chủ nghĩa duy vật có thể được coi là không tương thích với các tôn giáo thế giới quy định sự tồn tại cho các đối tượng phi vật chất. Chủ nghĩa duy vật có thể bị nhầm lẫn với chủ nghĩa vô thần. Tuy nhiên, Friedrich Lange đã viết vào năm 1892, "Diderot không phải lúc nào cũng trong Encyclopædia bày tỏ ý kiến cá nhân của riêng mình, nhưng đúng là khi bắt đầu, ông chưa hiểu rõ về Chủ nghĩa vô thần và Chủ nghĩa duy vật".
Hầu hết Ấn Độ giáo và chủ nghĩa siêu việt coi tất cả vật chất là một ảo ảnh gọi là Maya, khiến con người không biết đến sự thật. Những trải nghiệm siêu việt như nhận thức của Brahman được coi là tiêu diệt ảo ảnh.
Joseph Smith, người sáng lập phong trào Latter Day Saint, đã dạy: "Không có thứ gọi là vật chất phi vật chất. Tất cả tinh thần là vật chất, nhưng nó tốt hơn hoặc tinh khiết hơn, và chỉ có thể được nhận ra bằng đôi mắt tinh khiết hơn; Chúng ta không thể nhìn thấy nó; nhưng khi cơ thể chúng ta được thanh lọc, chúng ta sẽ thấy rằng đó là tất cả vấn đề. "  Yếu tố tinh thần này được cho là luôn tồn tại và được đồng tồn tại với Thiên Chúa.
Mary Baker Eddy, người sáng lập phong trào Khoa học Kitô giáo, đã phủ nhận sự tồn tại của vật chất trên cơ sở sự đồng nhất của Tâm trí (mà cô coi là từ đồng nghĩa với Thiên Chúa).

### Từ các nhà triết học
Trong Phê bình Lý trí thuần túy, Immanuel Kant đã lập luận chống lại chủ nghĩa duy vật trong việc bảo vệ chủ nghĩa duy tâm siêu việt của mình (cũng như đưa ra các lập luận chống lại chủ nghĩa duy tâm chủ quan và thuyết nhị nguyên thân-tâm). Tuy nhiên, Kant với sự bác bỏ chủ nghĩa duy tâm của mình, lập luận rằng sự thay đổi và thời gian đòi hỏi một chất nền bền bỉ. Các nhà tư tưởng hậu hiện đại / hậu cấu trúc luận cũng bày tỏ sự hoài nghi về bất kỳ sơ đồ siêu hình bao gồm tất cả. Triết gia Mary Midgley cho rằng chủ nghĩa duy vật là một ý tưởng tự phản biện, ít nhất là dưới hình thức duy vật loại bỏ của nó.

#### Chủ nghĩa duy tâm
Các lập luận ủng hộ chủ nghĩa duy tâm, chẳng hạn như của Hegel và Berkeley, thường ở dạng lập luận chống lại chủ nghĩa duy vật; thật vậy, chủ nghĩa duy tâm của Berkeley được gọi là chủ nghĩa phi vật chất. Bây giờ, vật chất có thể được lập luận là dư thừa, như trong lý thuyết bó, và các thuộc tính độc lập với tâm trí, đến lượt nó, có thể được giảm xuống thành nhận thức chủ quan. Berkeley trình bày một ví dụ về cái sau bằng cách chỉ ra rằng không thể thu thập bằng chứng trực tiếp về vật chất, vì không có kinh nghiệm trực tiếp về vật chất; tất cả những gì có kinh nghiệm là nhận thức, cho dù là nội bộ hay bên ngoài. Như vậy, sự tồn tại của vật chất chỉ có thể được giả định từ sự ổn định (nhận thức) rõ ràng của nhận thức; Nó tìm thấy hoàn toàn không có bằng chứng trong kinh nghiệm trực tiếp. 
Nếu vật chất và năng lượng được xem là cần thiết để giải thích thế giới vật chất, nhưng không có khả năng giải thích tâm trí, kết quả là thuyết nhị nguyên thân-tâm ra đời. Nguyên lý đột sinh, holism và triết lý quá trình tìm cách cải thiện những thiếu sót nhận thức của chủ nghĩa duy vật truyền thống (đặc biệt là thuyết cơ học) mà không từ bỏ hoàn toàn chủ nghĩa duy vật. 

## Các nhánh của chủ nghĩa duy vật
- Chủ nghĩa duy vật Kitô giáo
- Chủ nghĩa duy vật văn hóa
- Chủ nghĩa duy vật biện chứng (Xem thêm Triết học tự nhiên Marx)
- Chủ nghĩa duy vật lịch sử
- Chủ nghĩa duy vật tiêu trừ (Eliminative materialism)
- Chủ nghĩa duy vật cách mạng
- Chủ nghĩa duy vật Pháp
- Chủ nghĩa duy vật hoàn nguyên / Thuyết hoàn nguyên (Reductive materialism)
- Chủ nghĩa duy vật Descartes
- Charvaka

## Tư liệu
- Churchland, Paul (1981). Eliminative materialism and the Propositional Attitudes. The philosophy of science. Boyd, Richard; P. Gasper; J. D. Trout. Cambridge, Massachusetts, MIT Press.
- Flanagan, Owen (1991). The Science of the Mind. 2nd edition Cambridge Massachusetts, MIT Press.
- Fodor, J.A. (1974) Special Sciences, Synthese, Vol.28.
- Kim, J. (1994) Multiple Realization and the Metaphysics of Reduction, Philosophy and Phenomenological Research, Vol. 52.
- Lange, Friedrich A.,(1925) The History of Materialism. New York, Harcourt, Brace, & Co.
- Moser, P. K.; J. D. Trout, Ed. (1995) Contemporary Materialism: A Reader. New York, Routledge.
- Schopenhauer, Arthur, (1969) The World as Will and Representation. New York, Dover Publications, Inc.
- Vitzthum, Richard C. (1995) Materialism: An Affirmative History and Definition. Amhert, New York, Prometheus Books.
- Buchner, L. (1920). Force and Matter. New York, Peter Eckler Publishing CO.
- La Mettrie, Man The machine.